# Llista de monuments de Llers
Llista de monuments de Llers inclosos en l'Inventari del Patrimoni Arquitectònic de Catalunya per al municipi de Llers (Alt Empordà). Inclou els inscrits en el Registre de Béns Culturals d'Interès Nacional (BCIN) amb la classificació de monuments històrics i els Béns Culturals d'Interès Local (BCIL) de caràcter arquitectònic.
| Monument                                                                                          | Protecció      | Estil/època                                      | Localització                                                         | Coordenades                                          | Codi?         | Imatge |
| ------------------------------------------------------------------------------------------------- | -------------- | ------------------------------------------------ | -------------------------------------------------------------------- | ---------------------------------------------------- | ------------- | --- |
| Castell de Llers                                                                                  | BCIN 979-MH-EN | Obra popular XIII                                | Llers Camí del Castell                                               | 42° 17′ 44″ N, 2° 54′ 42″ E / 42.295672°N,2.911688°E | RI-51-0005935 | Castell de Llers · Vegeu més fotos d'aquest monument · Carregueu una nova foto d'aquest monument                                 |
| Castell d'Hortal                                                                                  | BCIN 980-MH    | Obra popular XIII-XIV                            | Llers A 1 km a l'oest del nucli urbà, prop del mas de l'Estela       | 42° 18′ 08″ N, 2° 53′ 51″ E / 42.302326°N,2.897601°E | RI-51-0005936 | Castell d'Hortal (Llers) · Vegeu més fotos d'aquest monument · Carregueu una nova foto d'aquest monument                         |
| Casal a la Vall, ruïnes del castell de la Vall, castell des Güell, Desgüell, Desdinyol de la Vall | BCIN 981-MH    | Obra popular Medieval, XVII-XVIII                | Llers Veïnat de la Vall                                              | 42° 17′ 51″ N, 2° 55′ 09″ E / 42.297441°N,2.919294°E | RI-51-0005937 | Casal a la Vall (Llers) · Vegeu més fotos d'aquest monument · Carregueu una nova foto d'aquest monument                          |
| Ruïnes del castell de Sarraí, Serraí, Serrahí                                                     | BCIN 982-MH    | Obra popular Medieval, XVIII Inici               | Llers Veïnat de la Vall                                              | 42° 18′ 07″ N, 2° 55′ 26″ E / 42.301822°N,2.923763°E | RI-51-0005938 | Ruïnes del castell de Sarraí (Llers) · Vegeu més fotos d'aquest monument · Carregueu una nova foto d'aquest monument             |
| Ruïnes del castell del Gorg                                                                       | BCIN 983-MH    | Obra popular Medieval                            | Llers Al costat del torrent de la Serra, paratge de la Borrassa      | 42° 18′ 17″ N, 2° 55′ 16″ E / 42.304819°N,2.921212°E | RI-51-0005939 | Ruïnes del castell del Gorg (Llers) · Vegeu més fotos d'aquest monument · Carregueu una nova foto d'aquest monument              |
| Nucli de Llers                                                                                    |                | Obra popular XIII, XVII                          | Llers                                                                | 42° 17′ 46″ N, 2° 54′ 42″ E / 42.295977°N,2.911737°E | IPA-19868     | Nucli de Llers · Vegeu més fotos d'aquest monument · Carregueu una nova foto d'aquest monument                                   |
| Barraques de pedra seca                                                                           |                | Obra popular XVIII                               | Llers Entre Llers i Avinyonet de Puigventós                          | 42° 17′ 03″ N, 2° 53′ 41″ E / 42.284142°N,2.894615°E | IPA-19869     | Barraques de pedra seca (Llers) · Vegeu més fotos d'aquest monument · Carregueu una nova foto d'aquest monument                  |
| Església de Sant Quirze d'Olmells                                                                 | BCIL 2007      | Preromànic IX                                    | Llers Camí de Mas Puig, Olmells                                      | 42° 17′ 10″ N, 2° 52′ 53″ E / 42.286012°N,2.881495°E | IPA-35995     | Església de Sant Quirze d'Olmells (Llers) · Vegeu més fotos d'aquest monument · Carregueu una nova foto d'aquest monument        |
| Casa al carrer Nou, 2                                                                             |                | Obra popular XVIII Final                         | Llers C. Nou, 2                                                      | 42° 17′ 42″ N, 2° 54′ 48″ E / 42.295123°N,2.913376°E | IPA-39094     | Casa al carrer Nou, 2 (Llers) · Vegeu més fotos d'aquest monument · Carregueu una nova foto d'aquest monument                    |
| Mas Mir                                                                                           |                | Obra popular, Gòtic tardà XVIII, XIX Mitjan, XVI | Llers Al final del c. de l'Església, Poble Nou                       | 42° 17′ 34″ N, 2° 54′ 37″ E / 42.292716°N,2.910347°E | IPA-39095     | Mas Mir (Llers) · Vegeu més fotos d'aquest monument · Carregueu una nova foto d'aquest monument                                  |
| Centre Recreatiu Llersenc, casa de Francesch Rotllan, casa Fransech Rollens, La Immortal, Ball    |                | Obra popular XVI, XVII, XX Inici                 | Llers Pl. del Ramal                                                  | 42° 17′ 45″ N, 2° 54′ 44″ E / 42.295752°N,2.912198°E | IPA-39177     | Centre Recreatiu Llersenc (Llers) · Vegeu més fotos d'aquest monument · Carregueu una nova foto d'aquest monument                |
| Font de la Vall, safareig de la Vall                                                              |                | Obra popular XIX Inici, XX Final                 | Llers Al peu ctra. GIP-5107, veïnat de la Vall                       | 42° 17′ 53″ N, 2° 55′ 11″ E / 42.298185°N,2.919814°E | IPA-39178     | Font de la Vall (Llers) · Vegeu més fotos d'aquest monument · Carregueu una nova foto d'aquest monument                          |
| Mas Molar                                                                                         |                | Obra popular XVIII Mitjan, XIX Inici             | Llers Al sud-oest del nucli urbà, prop de la muntanya de Sant Quirze | 42° 17′ 01″ N, 2° 53′ 13″ E / 42.283491°N,2.887066°E | IPA-39179     | Mas Molar (Llers) · Vegeu més fotos d'aquest monument · Carregueu una nova foto d'aquest monument                                |
| Mas Oliveres                                                                                      |                | Obra popular XVIII                               | Llers A ponent del nucli urbà, pel camí del mas Pi                   | 42° 17′ 25″ N, 2° 52′ 56″ E / 42.290403°N,2.882354°E | IPA-39180     | Mas Oliveres (Llers) · Vegeu més fotos d'aquest monument · Carregueu una nova foto d'aquest monument                             |
| Mas la Pujada                                                                                     |                | Obra popular, gòtic tardà XVII, XVI              | Llers Al nord-est del veïnat de la Vall, pel carrer dels Ponts       | 42° 18′ 05″ N, 2° 55′ 33″ E / 42.301521°N,2.925760°E | IPA-39181     | Mas la Pujada (Llers) · Vegeu més fotos d'aquest monument · Carregueu una nova foto d'aquest monument                            |
| Mas Pi                                                                                            |                | Obra popular XVIII, XX Inici                     | Llers Paratge de les Brugueres, a l'oest del nucli urbà              | 42° 17′ 39″ N, 2° 53′ 24″ E / 42.294216°N,2.889868°E | IPA-39182     | Mas Pi (Llers) · Vegeu més fotos d'aquest monument · Carregueu una nova foto d'aquest monument                                   |
| Plaça porxada                                                                                     |                | Obra popular XX Mitjan                           | Llers Pl. Major, Poble Nou                                           | 42° 17′ 30″ N, 2° 54′ 40″ E / 42.291784°N,2.911070°E | IPA-39188     | Plaça porxada (Llers) · Vegeu més fotos d'aquest monument · Carregueu una nova foto d'aquest monument                            |
| Can Casagran, Casa Gran Vell, Casa Antic                                                          |                | Obra popular XX Inici                            | Llers C. Sant Quirze, 16                                             | 42° 17′ 44″ N, 2° 54′ 34″ E / 42.295691°N,2.909372°E | IPA-39206     | Can Casagran (Llers) · Vegeu més fotos d'aquest monument · Carregueu una nova foto d'aquest monument                             |
| Església de Sant Julià i Santa Basilissa i rectoria                                               |                | Noucentisme XX Mitjan                            | Llers C. de l'Església, 1 - pl. Major, Poble Nou                     | 42° 17′ 29″ N, 2° 54′ 41″ E / 42.291447°N,2.911422°E | IPA-39283     | Església de Sant Julià i Santa Basilissa (Llers) · Vegeu més fotos d'aquest monument · Carregueu una nova foto d'aquest monument |
| Barraca de pedra seca de les Brugueres 1                                                          | BCIL 2014      | Obra popular XIX-XX                              | Llers Les Brugueres                                                  |                                                      | IPA-43631     | Carregueu una nova foto d'aquest monument                                                                                        |
| Barraca de pedra seca de les Guixeres 7                                                           | BCIL 2014      | Obra popular XIX-XX                              | Llers Les Guixeres                                                   |                                                      | IPA-43632     | Carregueu una nova foto d'aquest monument                                                                                        |
| Barraca de pedra seca de les Guixeres 9                                                           | BCIL 2014      | Obra popular XIX-XX                              | Llers Les Guixeres                                                   |                                                      | IPA-43633     | Carregueu una nova foto d'aquest monument                                                                                        |
| Barraca de pedra seca de les Guixeres 10                                                          | BCIL 2014      | Obra popular XIX-XX                              | Llers Les Guixeres                                                   |                                                      | IPA-43634     | Carregueu una nova foto d'aquest monument                                                                                        |
| Barraca de pedra seca de les Guixeres 11                                                          | BCIL 2014      | Obra popular XIX-XX                              | Llers Les Guixeres                                                   |                                                      | IPA-43635     | Carregueu una nova foto d'aquest monument                                                                                        |
| Barraca de pedra seca de les Clotes 20                                                            | BCIL 2014      | Obra popular XIX-XX                              | Llers Les Clotes                                                     |                                                      | IPA-43636     | Carregueu una nova foto d'aquest monument                                                                                        |
| Barraca de pedra seca de les Clotes 21                                                            | BCIL 2014      | Obra popular XIX-XX                              | Llers Les Clotes                                                     |                                                      | IPA-43637     | Carregueu una nova foto d'aquest monument                                                                                        |
| Barraca de pedra seca de les Clotes 22                                                            | BCIL 2014      | Obra popular XIX-XX                              | Llers Les Clotes                                                     |                                                      | IPA-43638     | Carregueu una nova foto d'aquest monument                                                                                        |
| Barraca de pedra seca de les Clotes 23                                                            | BCIL 2014      | Obra popular XIX-XX                              | Llers Les Clotes                                                     |                                                      | IPA-43639     | Carregueu una nova foto d'aquest monument                                                                                        |
| Barraca de pedra seca de les Clotes 27                                                            | BCIL 2014      | Obra popular XIX-XX                              | Llers Les Clotes                                                     |                                                      | IPA-43640     | Carregueu una nova foto d'aquest monument                                                                                        |
| Barraca de pedra seca de les Clotes 28                                                            | BCIL 2014      | Obra popular XIX-XX                              | Llers Les Clotes                                                     |                                                      | IPA-43641     | Carregueu una nova foto d'aquest monument                                                                                        |
| Barraca de pedra seca del Pla de Vinyers 32                                                       | BCIL 2014      | Obra popular XIX-XX                              | Llers Pla de Vinyers                                                 |                                                      | IPA-43642     | Carregueu una nova foto d'aquest monument                                                                                        |
| Barraca de pedra seca del Pla de Vinyers 35                                                       | BCIL 2014      | Obra popular XIX-XX                              | Llers Pla de Vinyers                                                 |                                                      | IPA-43643     | Carregueu una nova foto d'aquest monument                                                                                        |
| Barraca de pedra seca del Pla de Vinyers 37                                                       | BCIL 2014      | Obra popular XIX-XX                              | Llers Pla de Vinyers                                                 |                                                      | IPA-43644     | Carregueu una nova foto d'aquest monument                                                                                        |
| Barraca de pedra seca del Pla de Vinyers 38                                                       | BCIL 2014      | Obra popular XIX-XX                              | Llers Pla de Vinyers                                                 |                                                      | IPA-43645     | Carregueu una nova foto d'aquest monument                                                                                        |
| Barraca de pedra seca del Pla de Vinyers 42                                                       | BCIL 2014      | Obra popular XIX-XX                              | Llers Pla de Vinyers                                                 |                                                      | IPA-43646     | Carregueu una nova foto d'aquest monument                                                                                        |
| Barraca de pedra seca del Pla de Vinyers 47                                                       | BCIL 2014      | Obra popular XIX-XX                              | Llers Pla de Vinyers                                                 |                                                      | IPA-43647     | Carregueu una nova foto d'aquest monument                                                                                        |
| Barraca de pedra seca del Pla de Vinyers 49                                                       | BCIL 2014      | Obra popular XIX-XX                              | Llers Pla de Vinyers                                                 |                                                      | IPA-43648     | Carregueu una nova foto d'aquest monument                                                                                        |
| Barraca de pedra seca del Pla de Vinyers 50                                                       | BCIL 2014      | Obra popular XIX-XX                              | Llers Pla de Vinyers                                                 |                                                      | IPA-43649     | Carregueu una nova foto d'aquest monument                                                                                        |
| Barraca de pedra seca del Pla de Vinyers 52                                                       | BCIL 2014      | Obra popular XIX-XX                              | Llers Pla de Vinyers                                                 |                                                      | IPA-43650     | Carregueu una nova foto d'aquest monument                                                                                        |
| Barraca de pedra seca del Pla de Vinyers 53                                                       | BCIL 2014      | Obra popular XIX-XX                              | Llers Pla de Vinyers                                                 |                                                      | IPA-43651     | Carregueu una nova foto d'aquest monument                                                                                        |
| Barraca de pedra seca de les Brugueres 57                                                         | BCIL 2014      | Obra popular XIX-XX                              | Llers Pla de Vinyers                                                 |                                                      | IPA-43652     | Carregueu una nova foto d'aquest monument                                                                                        |
| Barraca de pedra seca del Pla de Vinyers - Terres Blanques 66                                     | BCIL 2014      | Obra popular XX                                  | Llers Pla de Vinyers                                                 |                                                      | IPA-43653     | Carregueu una nova foto d'aquest monument                                                                                        |
| Barraca de pedra seca de les Costes - Terres Blanques 72                                          | BCIL 2014      | Obra popular XIX-XX                              | Llers Pla de Vinyers                                                 |                                                      | IPA-43654     | Carregueu una nova foto d'aquest monument                                                                                        |
| Barraca de pedra seca de les Costes - Terres Blanques 75                                          | BCIL 2014      | Obra popular XIX-XX                              | Llers Costes - Terres Blanques                                       |                                                      | IPA-43655     | Carregueu una nova foto d'aquest monument                                                                                        |
| Barraca de pedra seca de les Costes - Terres Blanques 76                                          | BCIL 2014      | Obra popular XIX-XX                              | Llers Costes - Terres Blanques                                       |                                                      | IPA-43656     | Carregueu una nova foto d'aquest monument                                                                                        |
| Barraca de pedra seca de les Costes - Terres Blanques 77                                          | BCIL 2014      | Obra popular XIX-XX                              | Llers Costes - Terres Blanques                                       |                                                      | IPA-43657     | Carregueu una nova foto d'aquest monument                                                                                        |
| Barraca de pedra seca del Pla de Vinyers - Terres Blanques 81                                     | BCIL 2014      | Obra popular XX                                  | Llers Pla de Vinyers - Terres Blanques                               |                                                      | IPA-43659     | Carregueu una nova foto d'aquest monument                                                                                        |
| Barraca de pedra seca del Pla de Vinyers - Oratori 83                                             | BCIL 2014      | Obra popular XX                                  | Llers Pla de Vinyers - Oratori                                       |                                                      | IPA-43660     | Carregueu una nova foto d'aquest monument                                                                                        |
| Barraca de pedra seca de Terres Blanques - els Avalls 86                                          | BCIL 2014      | Obra popular XIX-XX                              | Llers Terres Blanques - els Avalls                                   |                                                      | IPA-43661     | Carregueu una nova foto d'aquest monument                                                                                        |
| Barraca de pedra seca del Puig 100                                                                | BCIL 2014      | Obra popular XIX-XX                              | Llers El Puig                                                        |                                                      | IPA-43662     | Carregueu una nova foto d'aquest monument                                                                                        |
| Barraca de pedra seca del Puig 103                                                                | BCIL 2014      | Obra popular XX                                  | Llers El Puig                                                        |                                                      | IPA-43663     | Carregueu una nova foto d'aquest monument                                                                                        |
| Barraca de pedra seca de les Boïgues 111                                                          | BCIL 2014      | Obra popular XIX-XX                              | Llers Les Boïgues                                                    |                                                      | IPA-43664     | Carregueu una nova foto d'aquest monument                                                                                        |
| Barraca de pedra seca del Mas Carreras 116                                                        | BCIL 2014      | Obra popular XIX-XX                              | Llers Mas Carreras                                                   |                                                      | IPA-43665     | Carregueu una nova foto d'aquest monument                                                                                        |
| Barraca de pedra seca del Mas Carreras 117                                                        | BCIL 2014      | Obra popular XIX-XX                              | Llers Mas Carreras                                                   |                                                      | IPA-43666     | Carregueu una nova foto d'aquest monument                                                                                        |
| Barraca de pedra seca del Mas Carreras 120                                                        | BCIL 2014      | Obra popular XIX-XX                              | Llers Mas Carreras                                                   |                                                      | IPA-43667     | Carregueu una nova foto d'aquest monument                                                                                        |
| Barraca de pedra seca de Terres Blanques - els Avalls 140                                         | BCIL 2014      | Obra popular XIX-XX                              | Llers Terres Blanques - els Avalls                                   |                                                      | IPA-43668     | Carregueu una nova foto d'aquest monument                                                                                        |
| Barraca de pedra seca de Puig d'en Clos 141                                                       | BCIL 2014      | Obra popular XIX-XX                              | Llers Puig d'en Clos                                                 |                                                      | IPA-43670     | Carregueu una nova foto d'aquest monument                                                                                        |
| Barraca de pedra seca de Terres Blanques - els Avalls 144                                         | BCIL 2014      | Obra popular XIX-XX                              | Llers Terres Blanques - els Avalls                                   |                                                      | IPA-43671     | Carregueu una nova foto d'aquest monument                                                                                        |
| Barraca de pedra seca de Puig del Clos 145                                                        | BCIL 2014      | Obra popular XIX-XX                              | Llers Puig del Clos                                                  |                                                      | IPA-43672     | Carregueu una nova foto d'aquest monument                                                                                        |
| Barraca de pedra seca de Puig del Clos 150                                                        | BCIL 2014      | Obra popular XIX                                 | Llers Puig del Clos                                                  |                                                      | IPA-43673     | Carregueu una nova foto d'aquest monument                                                                                        |
| Barraca de pedra seca de Puig del Clos 151                                                        | BCIL 2014      | Obra popular XIX-XX                              | Llers Puig del Clos                                                  |                                                      | IPA-43674     | Carregueu una nova foto d'aquest monument                                                                                        |
| Barraca de pedra seca de Puig del Clos 152                                                        | BCIL 2014      | Obra popular XIX-XX                              | Llers Puig del Clos                                                  |                                                      | IPA-43675     | Carregueu una nova foto d'aquest monument                                                                                        |
| Barraca de pedra seca de Puig del Clos 154                                                        | BCIL 2014      | Obra popular XIX-XX                              | Llers Puig del Clos                                                  |                                                      | IPA-43677     | Carregueu una nova foto d'aquest monument                                                                                        |
| Barraca de pedra seca de Puig de les Guixeres 160                                                 | BCIL 2014      | Obra popular XIX-XX                              | Llers Les Guixeres                                                   |                                                      | IPA-43678     | Carregueu una nova foto d'aquest monument                                                                                        |
| Barraca de pedra seca de Puig de les Terres Blanques 163                                          | BCIL 2014      | Obra popular XIX-XX                              | Llers Terres Blanques                                                |                                                      | IPA-43679     | Carregueu una nova foto d'aquest monument                                                                                        |
| Barraca de pedra seca de Puig de la Borrassa 167                                                  | BCIL 2014      | Obra popular XIX-XX                              | Llers La Borrassa                                                    |                                                      | IPA-43680     | Carregueu una nova foto d'aquest monument                                                                                        |
| Barraca de pedra seca de Terres Blanques - els Avalls 169                                         | BCIL 2014      | Obra popular XIX-XX                              | Llers Terres Blanques - els Avalls                                   |                                                      | IPA-43681     | Carregueu una nova foto d'aquest monument                                                                                        |
| Barraca de pedra seca del Mas Carreras 177                                                        | BCIL 2014      | Obra popular XIX-XX                              | Llers Mas Carreras                                                   |                                                      | IPA-43682     | Carregueu una nova foto d'aquest monument                                                                                        |
| Barraca de pedra seca de les Boïgues 184                                                          | BCIL 2014      | Obra popular XIX-XX                              | Llers Les Boïgues                                                    |                                                      | IPA-43683     | Carregueu una nova foto d'aquest monument                                                                                        |
| Barraca de pedra seca de les Boïgues 193                                                          | BCIL 2014      | Obra popular XIX-XX                              | Llers Les Boïgues                                                    |                                                      | IPA-43684     | Carregueu una nova foto d'aquest monument                                                                                        |
| Barraca de pedra seca de les Boïgues 195                                                          | BCIL 2014      | Obra popular XIX-XX                              | Llers Les Boïgues                                                    |                                                      | IPA-43685     | Carregueu una nova foto d'aquest monument                                                                                        |